# Dodge Caravan
Le Dodge Caravan est une automobile produite par Dodge de 1983 à 2021. Il s'agit de la version américaine du Chrysler Voyager.

## Contexte
À la fin de 1977, Chrysler a commencé le développement de ce qui allait devenir les monospaces Chrysler. Outre la possibilité de se garer dans un garage de hauteur standard, les concepteurs ont cherché à développer un véhicule avec un plancher bas et des niveaux de bruit, de vibration et de dureté similaires à ceux d'une voiture. Alors que la traction avant était recherchée pour la conception, la traction arrière était toujours considérée comme une alternative pour des raisons de coût. À la suite du déménagement de Hal Sperlich et Lee Iacocca de Ford à Chrysler à la fin de 1978, la conception du monospace Chrysler (nom de code T-115 à l'époque) a adopté la traction avant.
Alors que le Dodge Caravan (et le Plymouth Voyager) ne partageaient aucun fondement de châssis avec les voitures à plateforme K, les deux modèles conservaient une similitude mécanique, partageant les moteurs et les transmissions.

## Première génération (1984-1990)

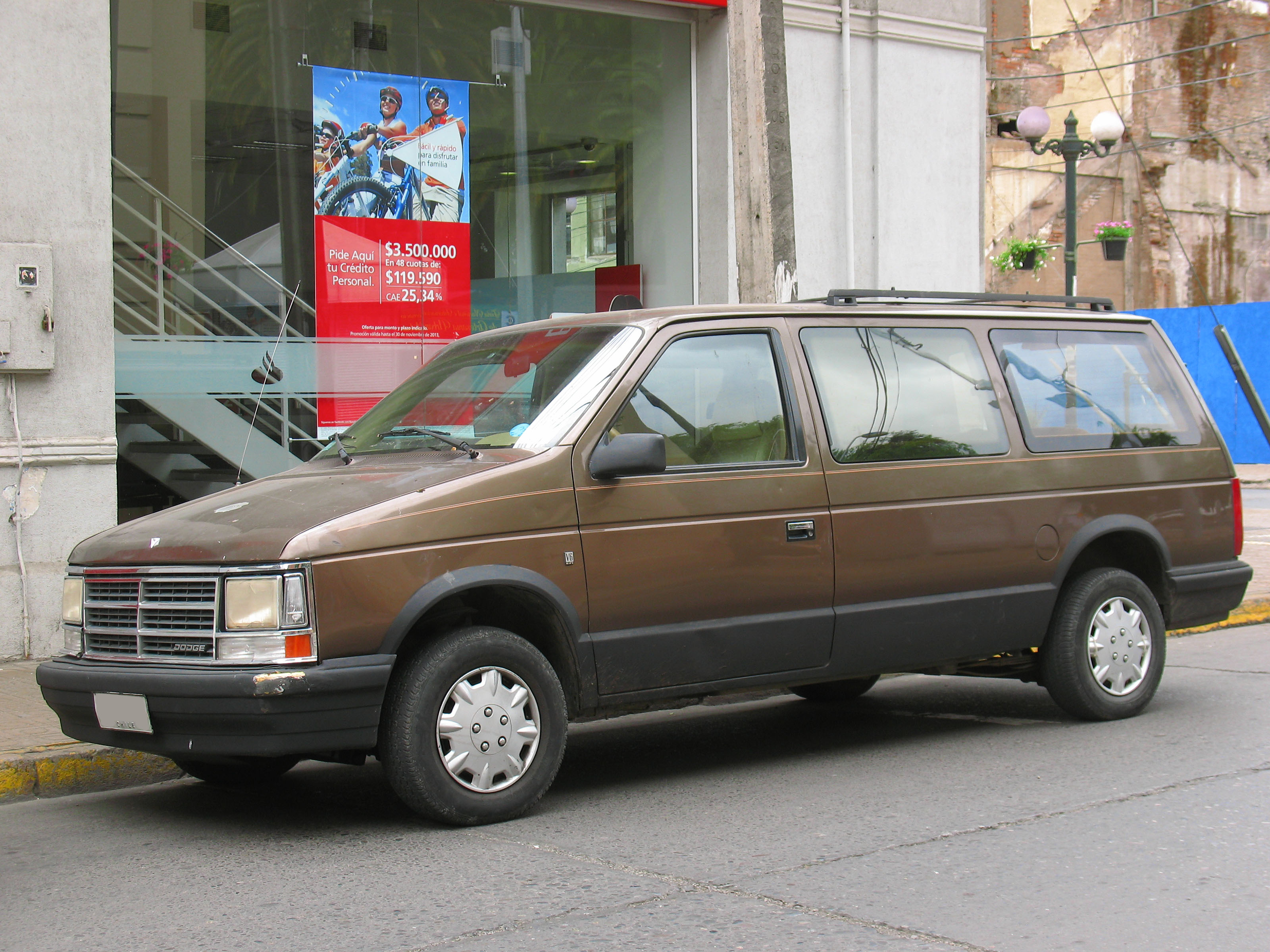
Dodge Caravan I.

Initialement prévu pour être introduit en tant que modèle de 1982, le Dodge Caravan a été introduit aux côtés du Plymouth Voyager en novembre 1983 pour 1984.
La garniture intérieure, les commandes et l'instrumentation ont été empruntés à la plateforme K de Chrysler, et couplé avec le plancher bas permis par la traction avant, le Caravan présentait une facilité d'entrée semblable à celle d'une voiture. Il y avait trois niveaux de finition: base, SE et LE. Notamment, le Caravan, avec le Plymouth Voyager, sont considérés comme les premiers véhicules produits en série à avoir des porte-gobelets intégrés dédiés,.
Les monospaces de base sont équipés pour cinq passagers répartis sur deux rangées de sièges. Le LE vient avec sept places en standard répartis sur trois rangées de sièges. Le monospace de base avait deux sièges baquets avec accoudoirs attachés et un espace au sol ouvert entre eux à l'avant, une banquette pour trois personnes dans la deuxième rangée. Le sept places est venait avec deux sièges baquets avec accoudoirs attachés et espace au sol ouvert entre eux à l'avant, une banquette pour deux personnes dans la deuxième rangée et une banquette pour trois personnes dans la rangée arrière. Les deux banquettes à l'arrière étaient amovibles indépendamment, et la grande banquette pour trois personnes pouvait également être installée à l'emplacement de la deuxième rangée via un deuxième ensemble de points de fixation sur le plancher du monospace, généralement cachés par des couvercles en plastique à encliqueter. Cette configuration permettait des sièges conventionnels pour cinq personnes avec un espace de chargement important à l'arrière. Les mécanismes de verrouillage des banquettes étaient faciles à utiliser, même si le retrait et le remplacement des sièges nécessitaient généralement deux adultes. Une banquette avant à dossier bas divisée en 60/40, pouvant accueillir un troisième passager avant au milieu, a été proposée dans la version SE en 1985 seulement, permettant un maximum de huit passagers. Cette configuration a été abandonnée par la suite. Poids à vide du modèle de base 1 320 kg.
Les dispositifs de sécurité se composaient de ceintures de sécurité à 3 points pour les deux passagers avant, avec de simples ceintures sous-abdominales pour les cinq passagers à l'arrière. Les sièges garnis de tissu des modèles de base et des SE n'avaient pas d'appuie-tête, ce qui n'était pas obligatoire en raison du statut juridique de «camion léger» du monospace. Cependant, les deux sièges avant étaient équipés d'appuie-tête non réglables sur le modèle LE et en conjonction avec le revêtement en vinyle sur le SE. Des renforts latéraux étaient obligatoires et se trouvaient à toutes les places avant et arrière. Ni les airbags, ni les systèmes antiblocage des roues n'étaient disponibles.
L'accès aux rangées de sièges arrière se faisait par une grande porte coulissante côté passager permettant un accès facile dans des situations confinées, par exemple dans un parking. Puisqu'une seule porte coulissante était offerte, la plus petite banquette de deuxième rangée a été déplacée du côté conducteur du monospace, facilitant ainsi l'accès des passagers au siège de la 3e rangée. Pour faciliter le rangement variable de la cargaison derrière le siège arrière, le siège pouvait être ajusté vers l'avant en deux incréments, le premier supprimant environ 15 cm d'espace aux jambes pour les passagers de la rangée arrière, et le second poussait la banquette complètement contre l'arrière de la deuxième rangée, rendant les sièges inutilisables. Le dossier de la banquette arrière pouvait également être rabattu vers l'avant, offrant une surface de chargement plate. La plus petite banquette de la 2e rangée n'était ni réglable, ni pliable; elle ne pouvait être supprimé que complètement.
L'accès à la cargaison arrière se faisait par un hayon, similaire à celui des breaks à plateforme K. Le hayon était articulé en haut et maintenu ouvert par des vérins à gaz.
Une variante à empattement long, commercialisée sous le nom de Grand Caravan, a été introduite en mai 1987. Il a permis plus d'espace de chargement derrière le siège arrière.
Une version utilitaire du Caravan, appelée Mini Ram Van, a également été introduite pour 1984, avec un espace de chargement à plancher plat de 122 cm de haut et de 122 cm entre les passages de roue. La capacité de chargement était de 770 kg. Il a été rebaptisé Caravan C/V pour 1989 et a ensuite été abandonné après 1995. Il était initialement disponible avec l'empattement court; une variante à empattement long a été introduite aux côtés du Grand Caravan. Unique au Caravan C/V était l'option d'avoir une porte à hayon traditionnelle à l'arrière ou des portes battantes à deux battants en option (avec ou sans fenêtres), similaires à celles des fourgonnettes plus traditionnelles. Ces portes étaient en fibre de verre et nécessitaient que les fourgons C/V soient livrés directement, car ces portes étaient installées sur mesure par un autre fournisseur[réf. nécessaire]. Également basés sur le Mini Ram et le C/V, des fourgonnettes reconverties sur le marché secondaire et vendues par les concessionnaires Chrysler officiels et par les entreprises de reconversion elles-mêmes.

### Niveaux de finition
- Base - Inclus : Rembourrage en vinyle, 5 places, dispositif d'alarme, allume-cigare, horloge digitale, serrures, fenêtres et rétroviseurs manuels, réservoir de carburant de 57 litres, vitres teintées, phares halogènes, une chaîne stéréo AM/FM avec quatre haut-parleurs, volant en vinyle et essuie-glaces intermittents.
- SE - Ajoute : Rembourrage en tissu, sièges avant inclinables, sangle d'assistance à l'arrière, réservoir de carburant de 76 litres, déverrouillage électrique du hayon et jantes en acier.
- LA - Ajoute : Rembourrage en tissu et vinyle, carénage avant et arrière, console de stockage à l'avant, voyants pour porte entrouverte, tiroir de rangement, avertissement du liquide lave-glace et rétroviseurs électriques.

### Transmissions
Une transmission automatique TorqueFlite à trois vitesses et une boîte manuelle à cinq vitesses étaient disponibles avec tous les moteurs quatre cylindres en ligne, y compris le 2,5 litres turbocompressé (c'était une combinaison rare). Le Plymouth Voyager, qui était une version rebadgée du Caravan, était également disponible avec une transmission manuelle. Le Chrysler Town & Country, sorti en 1990 et qui était une version reconditionnée et plus luxueuse du Caravan, n'avait pas d'option de transmission manuelle. Les transmissions manuelles n'étaient pas disponibles sur les modèles à moteur V6 du Caravan pour passagers, mais étaient une option sur les modèles à empattement long du Mini Ram et du Caravan C/V avec un V6 de 3,0 L[réf. nécessaire].
Les modèles à moteurs V6 n'étaient proposés qu'avec la vénérable transmission TorqueFlite à commande entièrement hydraulique, jusqu'à ce que la boîte automatique à quatre vitesses Ultradrive commandée par ordinateur soit disponible en 1989. La transmission Ultradrive offrait une meilleure économie de carburant et une meilleure réactivité, en particulier lorsqu'elle était associée au moteur quatre cylindres en ligne. Cependant, elle souffrait de problèmes de fiabilité, provenant généralement de ce que l'on appelle la «chasse aux engrenages» ou «l'occupation des changements de vitesse», entraînant une usure prématurée des embrayages internes. Elle nécessitait également un type inhabituel de liquide de transmission automatique et n'était pas clairement étiqueté comme tel, ce qui a conduit de nombreux propriétaires à utiliser le Dexron II, plus courant, plutôt que le «Mopar ATF + 3» spécifié, entraînant des dommages à la transmission et une panne éventuelle.
La transmission Ultradrive a reçu de nombreuses modifications de conception au cours des années modèles suivantes pour améliorer la fiabilité, et de nombreuses transmissions des modèles précoces seraient éventuellement modernisées ou remplacées par les versions mises à jour par les concessionnaires, sous garantie. Ces efforts ont été pour la plupart réussis, et la plupart des Caravan de première génération ont finalement obtenu une transmission mise à jour.

### Moteurs
Pendant les trois premières années de production, deux moteurs ont été proposés dans le Caravan - tous deux des moteurs quatre cylindres en ligne avec carburateurs à 2 barrils. Le moteur 2,2 L de base a été emprunté aux voitures à plateforme K de Chrysler et produisait une puissance de 97 ch (72 kW). La version à injection de carburant plus performante du moteur 2,2 L proposée plus tard dans les voitures à plateforme K n'a jamais été proposée dans le Caravan, et la version 2 barrils restera le groupe motopropulseur de base jusqu'à mi-1987. Outre le 2,2 L, un moteur Mitsubishi 2,6 L en option était disponible, produisant 105 ch (78 kW) de puissance.
Mi-1987, le moteur quatre cylindres en ligne 2,2 L de base a été remplacé par un moteur quatre cylindres en ligne 2,5 L à injection, qui produisait 101 ch (75 kW), tandis que le moteur quatre cylindres en ligne G54B de Mitsubishi a été remplacé par le nouveau V6 Mitsubishi 3,0 L à injection produisant 138 ch (101 kW) en mars de cette année.
Peu de temps après, dans l'année 1989, un moteur plus puissant est devenu facultatif, avec une version turbocompressée du 2,5 L de base produisant 152 ch (112 kW). Les révisions apportées au moteur V6 de Mitsubishi ont augmenté sa puissance à 144 ch (106 kW) la même année, et en 1990, un nouveau V6 3,3 L de 152 ch (112 kW) a été ajouté à la liste des options. Les moteurs V6 sont devenus populaires à mesure que les ventes du turbo de 2,5 L ont diminué et qu'il a été abandonné à la fin de l'année. Au cours de ces années, le modèle ES a débuter (version à empattement court uniquement) à mettre en valeur les nouveaux moteurs, le 2,5 L turbo en particulier. L'ES a été introduit sur le Grand Caravan à empattement long pour 1991 et s'est poursuivie tout au long de 2003 avant d'être abandonné et remplacé par le SXT.
- 1984-1987 : Quatre cylindres en ligne K 2,2 L de 97 ch (72 kW), 161 N m
- 1984-1987 : Quatre cylindres en ligne G54B Mitsubishi 2,6 L de 105 ch (78 kW), 193 N m
- 1987-1990 : Quatre cylindres en ligne K 2,5 L de 101 ch (75 kW), 183 N m
- 1987-1990 : V6 6G72 Mitsubishi 3,0 L de 138 ch (101 kW), 228 N m
- 1989-1990 : Quatre cylindres en ligne K Turbo 2,5 L de 152 ch (112 kW), 240 N m
- 1989-1990 : V6 6G72 Mitsubishi 3,0 L de 144 ch (106 kW), 235 N m
- 1990 : V6 EGA 3,3 L de 152 ch (112 kW), 251 N m

## Seconde génération (1991-1995)

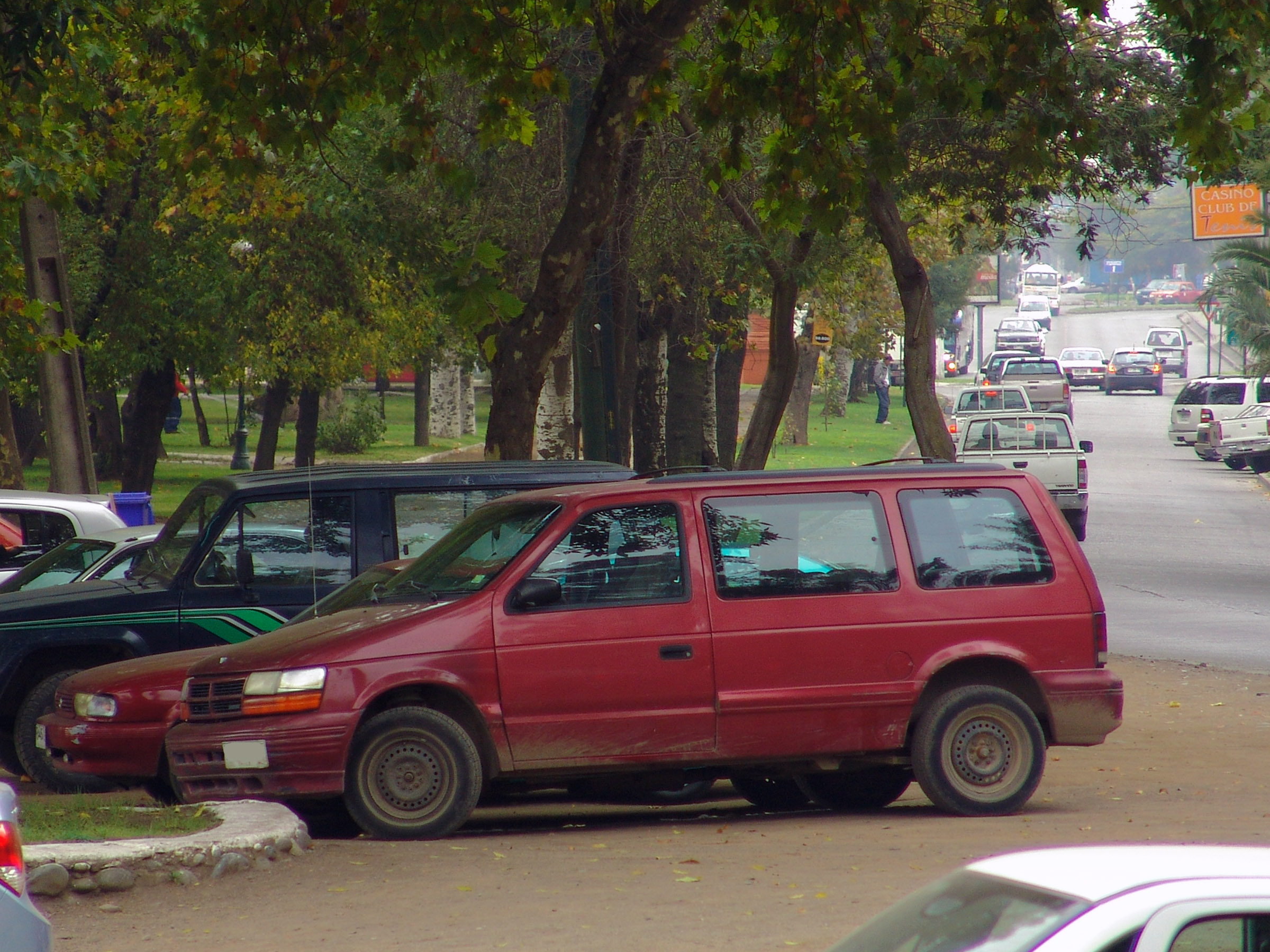
Dodge Caravan II.

Le Dodge Caravan de deuxième génération a été introduit en 1991. Conçu comme une révision complète de la génération de 1984-1990, tandis que les fondations du châssis ont été reportées (rebaptisé monospaces Chrysler AS), les seuls panneaux de carrosserie partagés étaient les portes avant et la porte coulissante. À la suite de l'introduction des monospaces Ford Aerostar et Chevrolet Lumina APV, les concepteurs ont cherché à améliorer l'aérodynamique extérieure et la maniabilité de la gamme des modèles. Les freins antiblocage et la transmission intégrale ont été introduits en option, un airbag côté conducteur devenant optionnel en 1991 (une première dans le segment).
Le Caravan a de nouveau été produit dans une longueur standard et en tant que Grand Caravan à empattement long; le fourgon Caravan C/V fait également son retour. Pour différencier davantage le Caravan du Plymouth Voyager, les deux lignes de modèles ont reçu des enjoliveurs de roues différents, avec une garniture chromée sur le Caravan limitée à la calandre et à l'ornement de capot Chrysler Pentastar.
L'intérieur a subi une refonte substantielle, supprimant son influence de conception avec les voitures à plateforme K, le Caravan a reçu son propre design de tableau de bord. Sur tous les Caravan à l'exception de la version de base, les sièges pour sept passagers sont devenus de série. En plus des deux banquettes arrière, la deuxième génération a introduit une option de sièges baquets pour la rangée du milieu; en 1992, Chrysler a introduit des sièges de sécurité pour enfants intégrés (une première dans le segment).
Pour l'année 1994, le Caravan a subi une révision de mi-cycle dans le cadre d'une mise à niveau de la carrosserie pour répondre aux normes de sécurité fédérales de 1998. L'intérieur a subi une refonte avec de nouveaux sièges et de nouveaux panneaux de porte; coïncidant avec l'ajout d'un airbag côté passager, le tableau de bord a été repensé. En raison de sa popularité décroissante, l'option de garniture en similibois a été abandonnée au profit de conceptions extérieures monochromes et bicolores.
Pour commémorer la dixième année de production, Dodge a offert la finition optionnelle «10th Anniversary Edition» pour 1994. Disponible sur les versions SE/LE du Caravan et du Grand Caravan, le 10th Anniversary Edition était une finition d'apparence, combinant un extérieur bicolore (un bas de caisse gris clair avec des couleurs de haut de carrosserie sélectionnables) avec un badge d'aile avant doré.

### Niveaux de finition
- Base - Inclus : revêtement en tissu et vinyle, banquette intermédiaire, vitres manuelles teintées, rétroviseurs électriques, essuie-glaces intermittents et essuie-glace arrière, boite à gants et une chaîne stéréo AM/FM.
- SE - option : déverrouillage électrique du hayon, sièges avant inclinables et une banquette arrière.
- LE - option : rétroviseurs chauffants, console de stockage à l'avant, compte-tours, témoins de pression d'huile et de tension, une console au pavillon, serrures électriques, dégivreur arrière, régulateur de vitesse, tiroir de rangement sous le siège du passager avant et une colonne de direction inclinable.

### Moteurs
À l'exception du quatre cylindres en ligne turbocompressée de 2,5 L de 152 ch (112 kW), le Caravan de deuxième génération a repris sa gamme de groupes motopropulseurs du Dodge Caravan de 1990. En faisant passer son groupe motopropulseur de la Dodge Aries à celle de la plus grande Dodge Dynasty, un quatre cylindres en ligne de 2,5 litres était le moteur standard, avec un V6 de 3,0 L et un V6 de 3,3 L en option. En 1994, le Caravan a reçu un V6 de 3,8 L (partagé avec la Chrysler Imperial/Fifth Avenue) en option.
- 1991-1995 : Quatre cylindres en ligne EDM (K) 2,5 L de 101 ch (75 kW), 183 N m
- 1991-1995 : V6 6G72 Mitsubishi 3,0 L de 144 ch (106 kW), 235 N m
- 1991-1993 : V6 EGA 3,3 L de 152 ch (112 kW), 251 N m
- 1994-1995 : V6 EGA 3,3 L de 164 ch (121 kW), 263 N m
- 1994-1995 : V6 EGH 3,8 L de 164 ch (121 kW), 289 N m

### Sièges enfants intégrés
En 1991, Dodge a introduit une banquette de deuxième rangée intégrant deux sièges d'appoint pour enfants sur les modèles de 1992. Ces sièges sont restés une option disponible jusqu'à leur interruption en 2010 dans la génération V.

## Troisième génération (1996-2000)

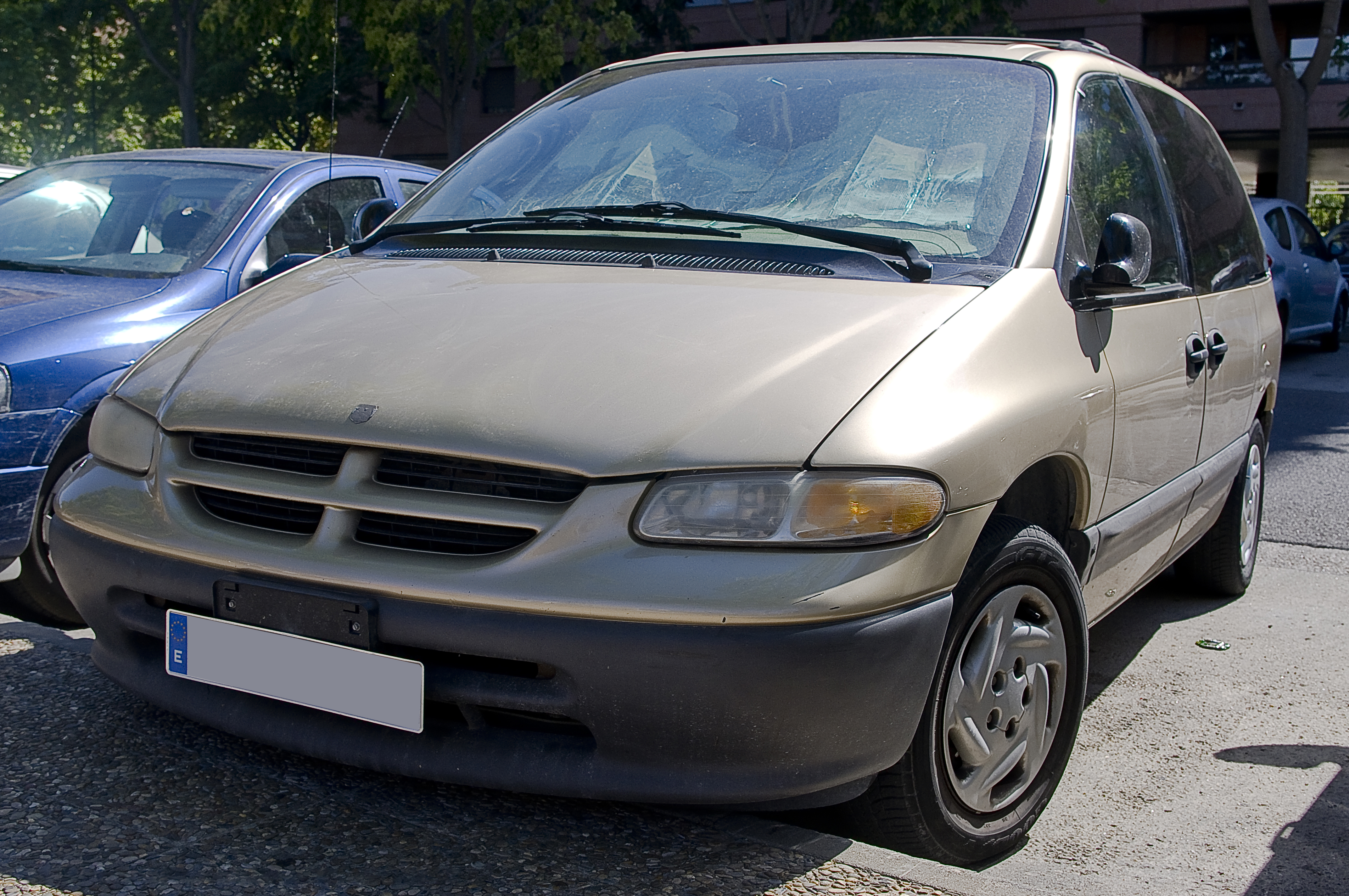
Dodge Caravan III.

Les monospaces Chrysler de troisième génération étaient disponibles en modèles à empattement long et court; configurations à trois et quatre portes; et huit groupes motopropulseurs différents, y compris électrique et gaz naturel comprimé; sur une plateforme unique et flexible.
En développement pendant près de 5 ans depuis début des Années 1990 (développement complet à partir de 1991) jusqu'au 26 décembre 1994 (la conception finale par Don Renkert a été approuvée le 23 septembre 1991 et gelée en mai 1992), le modèle de 1996 a été introduit au Salon international de l'auto de l'Amérique du Nord 1995 utilisant la plateforme S de Chrysler. Il comprenait un certain nombre d'innovations, y compris une porte coulissante côté conducteur (en option au départ, pour devenir un équipement standard plus tard), une première pour Chrysler et un monospace non compacte pour les marchés des États-Unis et du Canada. Avec la Génération III, Chrysler a introduit un système de gestion de siège commercialisé sous le nom de Easy Out Roller Seats. Une poignée de porte et une serrure conventionnelles ont été ajoutées au hayon arrière, éliminant la manœuvre déroutante de faire sauter puis de soulever le hayon qui était nécessaire sur les modèles précédents.
Les modèles de base du Caravan étaient proposés dans la plupart des États avec un moteur quatre cylindres de 2,4 L ou un moteur V6 6G72 Mitsubishi de 3,0 L, sauf dans plusieurs États du nord-est, où le moteur Mitsubishi ne répondait pas aux normes d'émissions. Dans ces zones, le moteur de 3,3 L était proposé en tant qu'option V6 de 1997 à 2000.
Le Caravan de 1996, ainsi que le Plymouth Voyager et le Chrysler Town & Country ont remporté le prix de la voiture nord-américaine de l'année. Le Caravan lui-même a remporté le prix de la voiture de l'année 1996 du magazine Motor Trend et est apparu dans la catégorie Ten Best du magazine Car and Driver en 1996 et 1997. 1999 a également vu l'ajout d'une "Platinum Edition" 15th Anniversary d'un an seulement, pour marquer le 15e anniversaire de la production du Caravan. Cette finition était offerte sur différents niveaux de finition et comprenait de la peinture Platinum Metallic, et badges d'aile. Le modèle de 2000 offrait des finitions qui comprenaient les finitions "2000+" et "Millennium", mais ce n'étaient guère plus que des badges d'aile uniques sur des monospaces dotés d'équipements populaires[réf. nécessaire].
Au cours de l'année 1996, des changements en cours ont vu l'élimination du couvercle du collecteur d'admission en plastique du moteur de 3,8 L et des panneaux de porte intérieurs redessinés. Les changements pour 1997 étaient mineurs, ajoutant le contrôle de traction en option ou en équipement de série, selon le niveau de finition, ainsi que la réintroduction de la transmission intégrale en option. Le Caravan a reçu des mises à jour plus mineures en 1997 pour l'année 1998. Ces changements ont pris la forme de nouvelles couleurs, de nouvelles roues pour les garnitures au-dessus de SE, d'un nouveau tissu intérieur, de sièges chauffants en option et de phares automatiques sur les niveaux de finition supérieurs. Au cours de l'année civile 1998, les évents HVAC du Caravan côté conducteur et au centre du tableau de bord ont été mis à jour pour avoir une conception plus conventionnelle. Plus tard cette année-là, le Caravan de 1999 a reçu un nouveau style avant sur toutes les versions au-dessus de SE, tandis que les modèles Sport et ES ont reçu un style encore plus sportif. Le modèle ES a été le premier monospace à recevoir la transmission «AutoStick» et des roues de 17 pouces. Un filet de chargement entre les sièges conducteur et passager avant a été ajouté. Les poignées de porte et de hayon de couleur assortie ont été intégrées de série sur les modèles SE, en plus d'une nouvelle télécommande d'entrée sans clé. Les modèles de base et SE avaient des options pour un becquet ainsi que des pare-chocs et des garnitures de couleur assortie (les pare-chocs et les garnitures moulés gris ou de couleur étaient de série). La porte coulissante côté conducteur est devenue standard. Chrysler a mis à jour le Plymouth Voyager en 1996 pour 1997 et le Chrysler Town & Country en 1997 pour 1998, avant l'ère DaimlerChrysler de 1998–2007; c'était la seule mise à jour extérieure du Dodge Caravan NS.

### Niveaux de finition
- Base - Inclus : Rembourrage en tissu, essuie-glaces sensibles à la vitesse, serrures manuelles, jantes en acier de 14 pouces avec enjoliveurs "Successor" et une chaîne stéréo AM/FM avec quatre haut-parleurs. La finition 22T ajoutait la climatisation et le filet de chargement.
- SE - option : climatisation, miroirs électriques, régulateur de vitesse, dégivreur arrière, serrures électriques, porte arrière coulissante côté conducteur, une chaîne stéréo AM/FM avec lecteur de cassettes et quatre haut-parleurs, commandes audio au volant et jantes en acier de 15 pouces avec enjoliveurs "revolver". La finition 28D ajoutait des vitres avant électriques avec vitre côté conducteur automatique, antidémarrage, boîte à gants et cendrier.
- Sport - option : vitres teintées et vitres électriques avec vitre côté conducteur automatique, phares antibrouillard et jantes en acier de 16 pouces avec enjoliveurs "Vortex".
- LE - option : surfaces des sièges en cuir en option, climatisation à deux zones avec contrôle de la température, console au pavillon avec support de lunettes de soleil, support d'ouvre-porte de garage, entrée éclairée, délai d'extinction des phares, entrée sans clé, alarme de sécurité, siège conducteur électrique, une chaîne stéréo AM/FM avec lecteur de cassette, commandes audio au volant, égaliseur graphique, système audio Infinity de 200 watts et 10 haut-parleurs, bac de rangement dans la console centrale et jantes en acier de 15 pouces avec enjoliveurs "Citadel".
- ES - Ajoute : surfaces des sièges en cuir, phares antibrouillard, phares automatiques, ouverture de porte de garage, sièges avant électriques chauffants, une chaîne stéréo AM/FM avec lecteurs de cassettes et de CD, aileron arrière et Jantes alliage "Genesis" de 16 pouces.

### Moteurs
- 1996-2000 : Quatre cylindres en ligne EDZ 2,4 L de 152 ch (112 kW), 226 N m (les monospaces canadiens de 1999 comprenaient un V6 de 3,0 L en équipement de série)
- 1996-2000 : V6 6G72 Mitsubishi 3,0 L de 152 ch (112 kW), 239 N m (non disponible dans certains États américains, le V6 de 3,3 L était offert de série dans ces États à la place)
- 1996-2000 : V6 EGA 3,3 L de 160 ch (118 kW), 275 N m
- 1996-1997 : V6 EGH 3,8 L de 168 ch (124 kW), 308 N m
- 1998-2000 : V6 EGH 3,8 L de 182 ch (134 kW), 330 N m

### Dodge Caravan EPIC
Article principal: Dodge EPIC
En 1999, Dodge a présenté le Caravan EPIC, un monospace entièrement électrique. L'EPIC était alimenté par 28 batteries NiMH de 12 volts et pouvait parcourir jusqu'à 130 km avec une seule charge. L'EPIC a été vendu en tant que véhicule de location pour flottes uniquement. La production de l'EPIC a été interrompue en 2001. Seuls quelques centaines de ces véhicules ont été produits et vendus. Après l'expiration des baux, ils ont été rendus et écrasés. On ne compterait aujourd'hui qu'une dizaine de cette version.

### Résultats du crash test
Le Dodge Grand Caravan de 1996-2000 a reçu une cote «Marginal» dans le test décaler à 64 km/h de l'Insurance Institute for Highway Safety. La performance structurelle et les dispositifs de retenue ont été classés «Acceptable», mais les blessures aux pieds étaient très élevées.
Dans les tests de collision de la NHTSA, il a reçu 4 étoiles pour le conducteur et le passager avant lors de l'impact frontal. Lors du test d'impact latéral qui a entraîné une fuite de carburant pouvant entraîner un risque d'incendie, il a reçu 5 étoiles pour le conducteur et 3 étoiles pour les occupants arrière.

### Concepts
D'autres plans pour cette génération comprenaient trois concepts de monospaces à fabriquer dans l'usine d'assemblage de Windsor, le Dodge Caravan R/T, le Voyager XG et le Chrysler Pacifica concept de 1999. Le Caravan R/T (à l'origine ESS) devait inclure le moteur le plus puissant jamais conçu pour un monospace, d'une puissance de 330 ch (242 kW). Il avait de grandes prises d'air et des phares de conduite dans le pare-chocs avant, un tableau de bord en aluminium brossé, des pédales de style course et un sol en caoutchouc noir et blanc. Le Voyager XG était plus robuste, comportait un moteur Diesel et une transmission manuelle, et comprenait de nombreux équipements extérieurs. Le Chrysler Pacifica, basé sur le Town & Country, était plus luxueux, avait des sièges à commande électrique et des repose-pieds en cuir, des bacs et un éclairage supérieurs, une calandre de LHS et un toit ouvrant. Le Pacifica a effectivement vu le jour en 2004, basé sur le Caravan de cinquième génération, sauf qu'il est devenu un SUV multisegment plutôt qu'un monospace; la plaque signalétique a finalement été appliquée à un monospace en 2016.

### Sièges à roulettes faciles à installer
En 1995, Dodge a introduit un système de sièges pour simplifier l'installation, le retrait et le repositionnement, commercialisé sous le nom de sièges à roulettes Easy-Out. Une fois installés, les sièges sont verrouillés sur des gâches au sol. Lorsqu'ils sont déverrouillés, huit roulettes soulèvent chaque siège, lui permettant d'être roulé d'avant en arrière. Les chenilles ont des dépressions de localisation pour les roulettes, pour simplifier l'installation. Les leviers ergonomiques au niveau des dossiers de siège libèrent les loquets du plancher d'une seule main, sans outils, et soulèvent les sièges sur les roulettes en un seul mouvement. De plus, les dossiers de siège ont été conçus pour se replier vers l'avant. Les rails de roulement du siège sont fixés en permanence au sol et les soutient de siège sont alignés, ce qui facilite le roulement longitudinal des sièges. Les soutiens de banquette ont été déplacés vers l'intérieur pour réduire la contrainte de flexion dans les cadres de siège, leur permettant d'être plus légers.
Lorsqu'ils sont configurés en banquettes pour deux et trois personnes (disponibles jusqu'à la génération IV), les sièges à roulettes Easy Out peuvent être peu maniables. À partir de 2000, les sièges des deuxième et troisième rangées sont devenus disponibles dans une configuration "quadruple" - sièges baquets ou conducteur dans la deuxième rangée et une banquette divisée en 50/50 pour trois personnes à la troisième rangée - chaque section pesant moins de 23 kg. Le système Easy-out est resté en utilisation jusqu'à la génération V - où certains modèles comportaient une banquette pour deux personnes et les compartiments sous le plancher du système Stow'n Go.
Toutes les variantes avec plaque signalétique réaménagées des monospaces Chrysler utilisent les sièges à roulettes Easy Out sur leurs sièges de deuxième rangée, à l'exception des modèles équipé du système Stow and Go.
Ce modèle du début des années 2000 a d’ailleurs marqué les esprits car il apparaît en 1er plan sur la couverture de l’album good kid m.A.A.d city, du rappeur Kendrick Lamar.

## Quatrième génération (2001-2007)

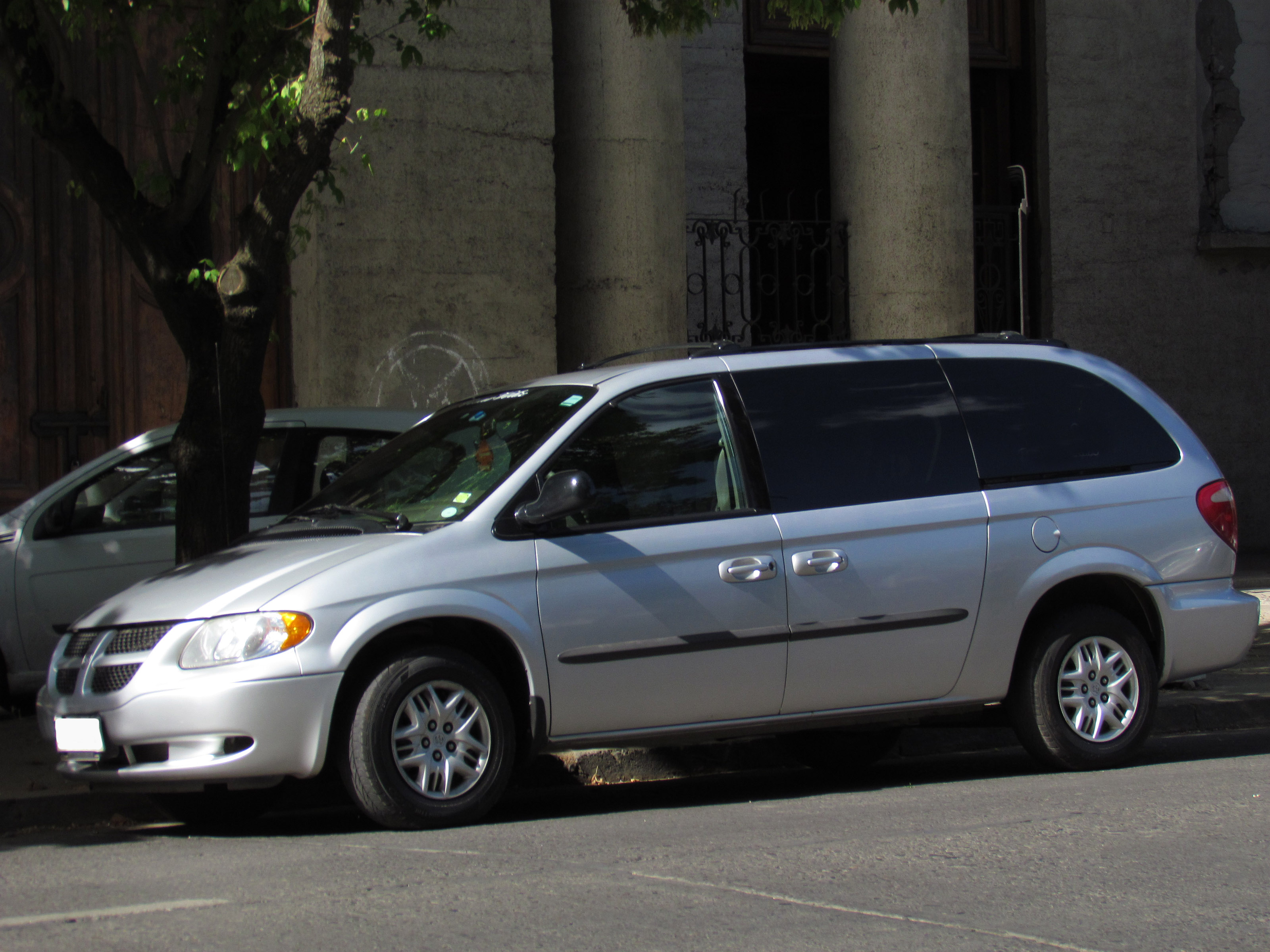
Dodge Caravan IV.

Dévoilés au Salon international de l'auto de l'Amérique du Nord 2000 (NAIAS) le lundi 10 janvier 2000, le Dodge Caravan de 2001 et le Chrysler Town & Country de 2001 redessiné ont été mis en vente en août 2000. La sortie faisait partie d'un lien promotionnel avec Nabisco, qui a dévoilé ses nouveaux "Mini Oreo" à l'intérieur du monospace lors du dévoilement. Les premiers monospaces sont sortis de la chaîne de l'usine de montage de Windsor le 24 juillet. Les monospaces de quatrième génération étaient disponibles dans les niveaux de finition; SE, Sport, SXT, AWD Sports, modèle «de base», AWD Choice, eL, C/V, ES, EX, AWD Wagon et SXT All-Wheel-Drive.
En développement de février 1996 à décembre 1999, les monospaces de la génération IV étaient basés sur les monospaces Chrysler RS et comportaient un châssis plus grand avec des phares et des feux arrière modifiés. Le travail de conception a été effectué par Brandon Faurote à partir de janvier 1997 et a obtenu l'approbation de production en 1998.
En plus d'autres modifications détaillées, des portes coulissantes électriques et un hayon électrique sont devenus disponibles en option. Le V6 Mitsubishi 3,0 L, qui ne répondaient plus aux normes d'émissions en Californie et dans le nord-est des États-Unis, a été abandonné et un moteur de 3,8 litres plus puissant, basé sur celui de 3,3 litres, est devenu disponible. La transmission intégrale a continué d'être offerte sur les modèles haut de gamme. D'autres caractéristiques innovantes disponibles comprenaient des portes coulissantes et un hayon arrière télécommandés, qui pouvaient être ouverts et fermés en appuyant sur un bouton, soit à l'intérieur du véhicule, soit par la télécommande.
En 2002, Daimler Chrysler cesse d'utiliser les badges «DODGE» sur les portes avant, comme sur tous les véhicules Dodge.
En 2003, le Caravan C/V et le Grand Caravan C/V sont revenus après avoir été arrêtés en 1995. Le C/V offrait une suppression des vitres latérales en option (remplacées par des panneaux composites), de sièges arrière en option, d'un plancher de chargement en matière plastique similaire aux doublures de caisse des camionnettes, d'un revêtement de sol en caoutchouc au lieu de moquette et d'un hayon normale à l'arrière. Des modifications mineures ont été apportées au Grand Caravan ES, notamment de nombreuses fonctionnalités incluses dans la finition optionnelle 29S devenant de série, les roues Titan chromées de 17 pouces ne sont plus une option remplacées par des roues chromées de 16 pouces de série et la disparition de l'option de transmission AutoStick. Cette année a également vu l'apparition d'un système DVD dans les sièges arrière installé d'usine avec en option un lecteur monodisque monté sous les commandes HVAC.
En 2004, le Caravan reçoit une finition exclusive «Anniversary Edition» d'un an seulement pour marquer la 20e année de production du modèle. Cette finition était inclussur les modèles de niveau supérieur SXT et comprenait des roues chromées, des moulures de couleur carrosserie, des accents intérieurs spéciaux, ainsi qu'un insigne d'aile unique.
Les modifications apportées en 2005 au Caravan comprenaient une calandre révisée, un nouveau carénage sur les phares antibrouillard et un système de sièges de deuxième et de troisième rangée rabattables dans le plancher, commercialisés sous le nom de sièges Stow 'n Go.
La production de cette génération s'est poursuivie en Chine à partir de 2008, lorsque la chaîne de production taïwanaise du Chrysler Town & Country y ont été déplacée, jusqu'à fin 2010, lorsque la cinquième génération de Chrysler Voyager a été introduite sur le marché chinois. Le Caravan a ensuite été remplacé par le Journey, bien qu'une page pour le Caravan existe toujours sur le site de Dodge China. Le Caravan chinois était produit aux côtés du Town & Country, utilisant désormais la plaque signalétique Grand Voyager, par Soueast, et ne partageait aucun élément esthétique avec le Caravan nord-américain en dehors des roues. Au lieu de cela, le Caravan chinois était identique au Town & Country taïwanais, mis à part le manque de garniture chromée sur les panneaux de porte extérieurs, et utilisait une version modifiée du pare-chocs avant du Town & Country avec une calandre de Dodge. Les monospaces chinois étaient équipés de moteurs 6G72 Mitsubishi et étaient disponibles en trois niveaux de finition: Classic, SXT et Luxury.Étant éxporter en russie elle fut concurrentes des Renault Espace IV et Peugeot 807

### Niveaux de finition
- SE - (2001-2003) - Inclus : Rembourrage en tissu, crochets pour sac d'épicerie, climatisation manuelle, vitres teintées, serrures manuelles, une chaîne stéréo AM/FM avec lecteur de cassettes et quatre haut-parleurs (plus tard, un lecteur CD a remplacé la platine cassette) et jantes en acier de 15 pouces avec enjoliveurs "Kinetic". Les caractéristiques standard ultérieures étaient l'alerte de porte coulissante (clignotant à l'ouverture) et les jantes en acier de 15 pouces avec enjoliveurs "Interface".
- SE Plus - (2001-2003) (Grand Caravan seulement) - options : rétroviseurs électriques, insonorisation, entrée sans clé, entrée éclairée, vitres avant électriques et évents arrière,
- Sport (2001-2004) - options : une console au pavillon, dégivrage arrière, verre de protection solaire, régulateur de vitesse, serrures électriques, tapis de sol, compte-tours, rétroviseurs chauffants électriques, une chaîne stéréo AM/FM avec lecteur de cassettes et 6 haut-parleurs, vitres électriques et enjoliveurs "Crossfire" de 15 pouces. La finition 25H ajoutait la climatisation à deux zones, les lumières dans la boîte à gants et le cendrier, le délai d'extinction des phares. La finition 25K ajoutait une chaîne stéréo AM/FM avec lecteurs de CD et cassettes à 6 haut-parleurs, des portes coulissantes électriques et un siège conducteur à commande électrique. Plus tard remplacé par la finition SXT.
- SXT (Depuis 2004) - options (à la SE Plus) : Climatisation à trois zones, siège conducteur électrique, phares antibrouillard, portes coulissantes électriques, ouvre-porte de garage HomeLink, une chaîne stéréo AM/FM avec lecteur CD/cassette et 6 haut-parleurs, compte-tours et jantes en alliage "Ingot" de 16 pouces.
- ES -(2001-2003) (Grand Caravan seulement) - options : climatisation à trois zones, un ordinateur de bord, phares antibrouillard, porte coulissante électrique côté conducteur, ouvre-porte de garage, une chaîne stéréo AM/FM avec lecteur de cassette, changeur de CD à 4 disques intégré au tableau de bord avec système audio Infinity et jantes en alliage "Europa" de 16 pouces.

### Moteurs
- 2001-2007 : Quatre cylindres en ligne EDZ 2,4 L de 152 ch (112 kW) à 5 400 tr/min et 224 N m à 4 000 tr/min
- 2001-2007 : V6 EGA 3,3 L de 182 ch (134 kW) à 5 000 tr/min et 280 N m à 4 000 tr/min
- 2001-2007 : V6 EGH 3,8 L de 203 ch (149 kW) à 5 000 tr/min et 332 N m à 4 000 tr/min
- 2009-aujourd'hui : V6 EG1 3,0 L de 170 ch (125 kW) (Chine)

Au Canada, le V6 de 3,3 L était de série sur tous les modèles.

### Résultats de l'IIHS
Le modèle de 2001 de cette version a obtenu une cote «Médiocre» dans le test décaler à 64 km/h de l'Insurance Institute for Highway Safety. Il protégeait assez bien ses occupants et le mouvement du mannequin était bien contrôlé, mais une fuite de carburant s'est produite. Chrysler a corrigé ce problème à partir des modèles de 2002, le déplaçant à une cote «Acceptable».
L'année 2006 a apporté des rideaux gonflables latéraux en option et un montant B plus solide, qui a été testé par le test de collision latérale de l'Insurance Institute for Highway Safety. Avec les airbags latéraux, il a obtenu une cote «Acceptable». Pour le conducteur, il existe un risque de blessures graves au cou, de fractures des côtes et/ou de blessures aux organes internes. Cependant, les passagers arrière pouvaient sortir cet accident indemnes, car le risque de blessures graves lors d'un accident de cette gravité était faible pour eux.

### Sièges Stow 'N Go
En 2004, Dodge a introduit un système de sièges aux deuxième et troisième rangées qui se replient complètement dans les compartiments sous le plancher. Il était commercialisé sous le nom de Stow 'N Go et était uniquement disponible sur les modèles à empattement long.
Dans un programme de développement coûtant 400 millions de dollars, les ingénieurs ont initialement utilisé un ensemble de montage pour visualiser l'interaction complexe de la conception et des composants repensés sous le plancher.  
Le système, à son tour, crée un volume combiné de 340 dm3 de rangement sous le plancher lorsque les sièges de la deuxième rangée sont déployés. Avec les deux rangées repliées, les monospaces ont un plancher de chargement plat et un volume de chargement maximal de 4,5 m3,.
Le système Stow 'n Go a reçu le prix "Best of What's New" du magazine Popular Science en 2005, et n'a jamais été offert sur le Volkswagen Routan, la variante rebadgée de la plaque signalétique des monospaces Chrysler.
Pour l'année 2011, Chrysler a révisé le système, le rebaptisant «Super Stow 'n Go». De nouveaux appui-tête pivotants avec des dossiers plus hauts et un mécanisme de pliage révisé (commercialisé sous le nom de «simple action») ont amélioré la facilité de rangement - avec les appuie-tête se repliant automatiquement sur eux-mêmes et l'ensemble du siège se repliant automatiquement dans une position juste au-dessus de son renfoncement au sol.

## Cinquième génération (2008-2020)

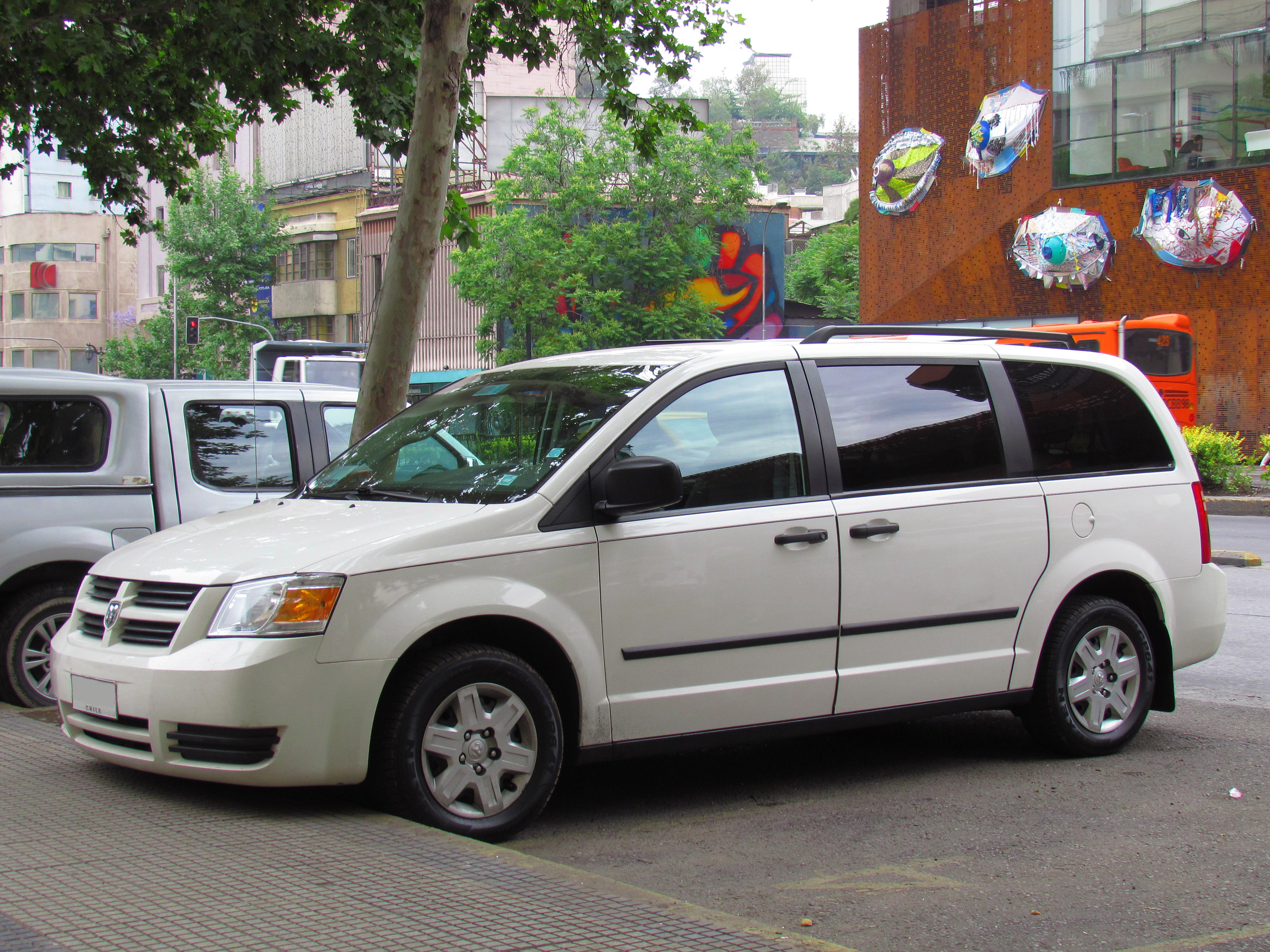
Dodge Caravan V.

Le monospace Dodge de cinquième génération fut présenté au Salon international de l'automobile d'Amérique du Nord 2007 avec un style extérieur signé Ralph Gilles. À partir de la génération V de l'année 2008, Chrysler n'a fabriqué que le Grand Caravan à empattement long. Avec l'arrêt du Caravan à empattement court, Dodge a offert le Journey sur un empattement presque identique en tant que crossover plutôt qu'un monospace. Bien que le modèle à empattement court, qui représentait la moitié de toutes les ventes au Canada, coûtait environ 2 000 $ de moins et offrait une option de moteur quatre cylindres avec une économie de carburant améliorée, les dirigeants de Chrysler ont déclaré que le Caravan à empattement court avait été abandonné pour accueillir de nouvelles caractéristiques offertes dans le Grand Caravan, conformes aux demandes de la majorité du marché des monospaces.
Une nouvelle transmission automatique à six rapports est devenue de série avec le V6 de 3,8 L et le nouveau V6 de 4,0 L. La transmission automatique à quatre vitesses est de série avec le V6 Flex-Fuel de 3,3 L. Cette génération de Grand Caravan et son homologue Town & Country n'étaient pas disponibles avec un système de traction intégrale. Le correcteur électronique de trajectoire précédemment indisponible a été rendu standard sur cette génération.
Chrysler a présenté un système de gestion de siège commercialisé sous le nom de siège Swivel'n Go, le système de divertissement MyGIG (une chaîne stéréo avec un disque dur intégré pour enregistrer, stocker et écouter de la musique), des écrans vidéo pour la deuxième et la troisième rangées, fenêtres électriques à la deuxième rangée, rideaux gonflables latéraux de série et commandes de transmission montées sur le tableau de bord. Le levier de changement de vitesse s'est déplacé vers le tableau de bord, l'emplacement utilisé par les concurrents.
Le marché s'est brièvement éloigné des monospaces et des SUV avec les flambées des prix de l'essence au début de 2008. Cette tendance a commencé à s'inverser vers l'automne 2008. En 2009 et 2010, le Dodge Grand Caravan a continué d'être le monospace le plus vendu au Canada, avec plus de 60 % des ventes mensuelles du marché.
Automotive News a rapporté que, de janvier à octobre 2010, Dodge a vendu environ un tiers de ses Grand Caravan de 2010 à des flottes de location. Les ventes aux flottes de location relativement élevées ont fait baisser la valeur de revente des véhicules d'occasion: alors que le nombre de Grand Caravan de 2010 d'ex-location renvoyées sur le marché a quadruplé entre juillet et octobre, les prix des monospaces Dodge de 2009 et 2010 d'occasion ont chuté de 20 %.
Le Dodge Grand Caravan va être abandonné en 2020 pour des «raisons réglementaires». Il est rapporté que le coût de la mise à jour du véhicule pour répondre aux nouvelles réglementations fédérales en matière de sécurité est si élevé qu'il éliminerait son avantage de prix bas.

### Niveaux de finition
- SE - Inclus : Rembourrage en tissu, roues en acier de 16 pouces avec enjoliveurs, console au pavillon avec miroir d'observation, bac à lunettes de soleil (non disponible si équipé d'un toit ouvrant), serrures électriques, vitres électriques avec vitre côté conducteur automatique, système d'alerte de porte coulissante (les clignotants clignotent pendant 10 secondes lors de l'ouverture), portes coulissantes manuelles, rétroviseurs manuels, climatisation (contrôle manuel de la température), console au plancher et une chaîne stéréo AM/FM avec un lecteur CD unique, une capacité MP3, une prise d'entrée auxiliaire et quatre haut-parleurs.
- SXT - option : portes coulissantes électriques, rétroviseurs chauffants électriques, vitres avant automatiques, vitres électriques à la deuxième rangée, évents d'aération arrière, une console arrière au pavillon, ouverture de porte de garage universel, éclairage LED avec feux arrière pivotants, volant gainé de cuir avec commandes audio, siège conducteur électrique, Stow 'n Go, une chaîne stéréo AM/FM avec lecteur CD/DVD unique avec capacité MP3, disque dur de 20 Go, caméra de recul et 6 haut-parleurs et jantes en alliage de 16 pouces.

### Moteurs
| Modèle                                                          | Cylindrée | Type | Soupapes | Puissance (ch à tr/min) | Couple (N m à tr/min) | Ratio de compression | Transmission                  | Consommation (L/100 km) | Années    |
| --------------------------------------------------------------- | --------- | ---- | -------- | ----------------------- | --------------------- | -------------------- | ----------------------------- | ----------------------- | --------- |
| Quatre cylindres en ligne VM Motori A DOHC 428 Diesel de 2,8 L  | 2 766 cm3 | DOHC | 16       | 163 à 3 600             | 266 à 2 000           |                      | 62TE automatique à 6 vitesses |                         | 2011–     |
| Quatre cylindres en ligne VM Motori RA DOHC 428 Diesel de 2,8 L | 2 766 cm3 | DOHC | 16       | 163 à 3 600             | 310 à 2 000           |                      | 62TE automatique à 6 vitesses |                         | 2008–2010 |
| V6 de 3,3 L                                                     | 3 301 cm3 | OHV  | 12       | 177 à 5 000             | 205 à 4 000           | 9,3:1                | 41TE automatique à 4 vitesses | 17/24                   | 2008–2010 |
| V6 Pentastar de 3,6 L V6                                        | 3 604 cm3 | DOHC | 24       | 287 à 6 400             | 260 à 4 400           | 10.0:1               | 62TE automatique à 6 vitesses | 17/25                   | 2011–     |
| V6 de 3,8 L                                                     | 3 778 cm3 | OHV  | 12       | 200 à 5 200             | 230 à 4 000           | 9,6:1                | 62TE automatique à 6 vitesses | 16/23                   | 2008–2010 |
| V6 de 4,0 L                                                     | 3 952 cm3 | SOHC | 24       | 254 à 6 000             | 259 à 4 100           | 10,2:1               | 62TE automatique à 6 vitesses | 17/25                   | 2008–2010 |

Les moteurs de 3,8 L et 4,0 L étaient jumelés à la transmission automatique à 6 vitesses 62TE de Chrysler avec technologie Variable Line Pressure (VLP).
Au Canada (2008-2010), le moteur de 3,3 L était le moteur standard sur toute la gamme, combiné à la transmission automatique à 4 rapports 41TE. Le moteur de 4,0 L combiné à la transmission six vitesses étaient disponibles en option uniquement sur les modèles SXT haut de gamme. En 2011, la transmission à six vitesses a été spécifiée comme standard sur le Town & Country.

### Siège Swivel 'n Go
Dodge a introduit un système de sièges pour 2008, commercialisé sous le nom de Swivel 'n Go. Dans ce système de sièges, les deux grands sièges de la deuxième rangée pivotent pour faire face à la troisième rangée. Une table amovible peut être placée entre les sièges des deuxième et troisième rangées. Le système de sièges Swivel 'n Go comprend les sièges de troisième rangée du système Stow' n Go. Le système est offert sur le Dodge Grand Caravan et le Chrysler Town & Country, mais pas sur le Volkswagen Routan, une version rebadgée des monospaces Chrysler.
Ces sièges Swivel 'n Go sont fabriqués par Intier Corp., une division de Magna. Les rails, les élévateurs et les mécanismes pivotants sont assemblés par Camslide, une division d'Intier. Le mécanisme pivotant a été conçu et est produit par Toyo Seat.
Le système est réputé pour sa haute résistance[réf. nécessaire]. En cas de collision, la totalité de la charge du siège est transférée via le mécanisme pivotant, qui est presque deux fois plus solide que l'exigence minimale légal[réf. nécessaire].
Le mécanisme pivotant comprend des pare-chocs qui stabilisent le siège en position de verrouillage. Lorsqu'il est tourné, le siège se détache de ces pare-chocs pour permettre une rotation facile.
Le siège n'est pas destiné à être laissé en position déverrouillée ou pivoté avec l'occupant dessus, même si cela n'endommagera pas le mécanisme de pivotement.
Le système "Swivel 'n Go" a été abandonné après 2010 et n'est plus une option sur les modèles de 2011 et plus des monospaces Chrysler et Dodge. Cependant, les sièges peuvent toujours être installés en modifiant le monospace avec quelques outils et pièces de base[réf. nécessaire]. Cependant, il est impossible d'installer la table.

### Histoire du modèle

#### Année modèle 2009
Pour 2009, des sièges Stow 'n Go standard qui se replient à plat dans le plancher arrière pour créer plus d'espace de chargement ont été ajoutés, tandis que les sièges Swivel 'n Go tournent à 180 degrés pour faire face à la troisième rangée. La version SXT incluait désormais de nouvelles options technologiques. La nouveauté de 2009 était un système de suspension «sport» en option ainsi qu'un système d'avertissement d'angle mort et une «détection de croisement» avec des capteurs pour avertir des voitures ou d'autres obstacles lors de la sortie d'une place de parking.

#### Années modèle 2010
Les monospaces Chrysler sont devenus les seuls monospaces de marque nationale, car General Motors et Ford ont remplacé leurs modèles à vente lente par des SUV familiaux.
Les changements apportés au Dodge Grand Caravan de 2010 comprenaient de nouveaux appuie-tête actifs pour le conducteur et le passager avant sur tous les modèles, des commandes manuelles pour la climatisation à trois zones du Grand Caravan SE et un nouveau rapport de démultiplication final de 3,16 pour les modèles équipés du moteur de 4,0 litres.

#### Années modèle 2011
Le Grand Caravan a subi un rafraîchissement en milieu de cycle pour l'année 2011, qui comprenait des changements majeurs dans le style et la fonctionnalité. La suspension a été fortement réajustée, les monospaces Dodge et Chrysler ayant gagné une barre stabilisatrice avant plus grande et une nouvelle barre stabilisatrice arrière, augmentation de la hauteur du centre de roulis arrière, des raideurs de ressort ajustés, un nouveau boîtier de direction, un réglage de carrossage statique avant révisé et une réduction de la hauteur de caisse. Cela a amélioré la manipulation.
Les trois moteurs disponibles jusqu'alors ont été remplacés par le nouveau V6 Pentastar de 3,6 litres à transmission automatique à six vitesses, désormais le seul choix de groupe motopropulseur pour tous les modèles. La garniture intérieure a été redessinée sur les deux modèles, en plus des révisions extérieures majeures soulignées par la nouvelle calandre «double réticule» sur le Grand Caravan.
D'autres changements comprenaient une isolation phonique supplémentaire, du verre acoustique, de nouveaux sièges, des surfaces plus douces au toucher, un nouvel éclairage d'ambiance à LED, une nouvelle console centrale et des phares halogènes accentués par des LED. Les modèles Chrysler ont été ajustés de sorte qu'au lieu de concurrencer les niveaux de finition équivalents de Dodge, ils étaient au-dessus de Dodge en termes de finition et de caractéristiques.

#### Années modèle 2012
Pour 2012, une nouvelle finition de base appelée "AVP" a été introduite, tandis que certaines fonctionnalités auparavant indisponibles pour le "SE" (comme le panneau de navigation tactile) deviennent disponibles en option (le "SE" a également reçu une console au sol, similaire à celui disponible dans le "SXT"). La même année, la conception du logo avant a été modifiée, gagnant les deux rectangles rouge inclinés pour correspondre au reste de la gamme Dodge. Pour 2013, la gamme de prix au détail suggéré par le fabricant américain pour la finition «AVP» a été réduit de 1 000 $ par rapport à l'année précédente.

#### Années modèle 2013
Le Grand Caravan reçoit une fonctionnalité exclusive pour la catégorie avec un lecteur DVD Blu-Ray en option. Les retours qui sont faits sur le modèle "AVP" sont bonnes et louent les sont rapport qualité/prix.

#### Années modèle 2014
Pour 2014, trois nouvelles finitions sont lancées: la finition American Value aux États-Unis (finition Canada Value au Canada), la finition Blacktop (aux États-Unis uniquement) et la 30th Anniversary Edition. Ce sont toutes des finitions différentes pour les versions SE et SXT et elles incluent de nouvelles fonctionnalités de luxe pour le même prix. Le Grand Caravan AVP a également obtenu des tapis de sol faciles à nettoyer, livrés avec les sièges Stow'n Go de deuxième rangée en option (de série sur les SE, SXT et R/T).
La finition «Blacktop», basée sur les SE et SXT, était équipée de roues de 17 pouces en aluminium poli avec des poches noires brillantes, une calandre noire brillante, contours de phare noires, un intérieur avec garniture de toit, panneaux de porte et console entièrement noir, sièges et panneaux de garniture de porte en tissu noir uniques avec coutures contrastantes argentées, un volant gainé de cuir avec des coutures contrastantes argentées et un pommeau de levier de vitesses en cuir et choix de 6 couleurs carrosserie (Granite Crystal, Billet Silver, Brilliant Black, Maximum Steel, Redline Red, Bright White). Les modèles SXT comprennent également des phares antibrouillards.
Le "SE 30th Anniversary Edition", basé sur la version SE, était équipé de jantes en carbone de 17 pouces en aluminium satiné, rétroviseurs extérieurs chauffants couleur carrosserie, emblème 30th Anniversary sur les ailes avant, coutures contrastantes argentées et accents noir piano partout, sièges en tissu noir, un volant gainé de cuir noir, pommeau de levier de vitesses gainé de cuir noir, toit ouvrant et console au pavillon noirs, bordures lumineuses pour les évents du chauffage et de la climatisation, vitres électriques aux deuxième et troisième rangées et logo 30th Anniversary sur le porte-clés
Le «SXT 30th Anniversary Edition», basé sur la version SXT, était livré avec des roues de 17 pouces en aluminium poli avec des poches en carbone satiné, galerie de toit en chrome brillant, moulures de fenêtre brillantes, phares antibrouillard, phares automatiques et insigne spécial 30th Anniversary, Sièges en similicuir Black Torino avec empiècements en suède de première qualité et coutures contrastantes argentées, siège du conducteur à 10 réglages électriques, bordures décoratives noir piano et accents chrome brillant partout.
Les deux 30th Anniversary Edition comprenaient une couleur de carrosserie spéciale disponible, Granite Crystal Pearl Coat, un groupe de jauges personnalisé avec un badge 30th Anniversary, ainsi que le groupe mains libres UConnect (radio satellite SiriusXM avec un abonnement d'un an, diffusion audio et commande vocale Bluetooth et rétroviseur à atténuation automatique). Les véhicules sont arrivés chez les concessionnaires au troisième trimestre de 2013,,.
Également nouveau pour le modèle de 2014, le Grand Caravan R/T reçoit des phares automatiques standard avec des contours noires et le groupe de sécurité avec démarrage à distance et alarme de sécurité.

#### Années modèle 2015
Le Grand Caravan n'est que peu changé, à l'exception des fonctionnalités de contenu ajoutées aux versions SE Plus et SXT Plus. La finition SE Plus comprenait un revêtement en cuir noir, des vitres électriques pour les sièges de la deuxième rangée et la commande vocale Uconnect de Chrysler avec système audio Bluetooth.

#### Années modèle 2017
Une petite mise à jour pour le modèle de 2017 a donné les modèles SE, SE Plus, SXT et GT. L'écran tactile de 17 cm (Radio 430 et 430 NAV) est devenu un équipement standard. (La navigation est de série sur le GT et en option sur le SXT). Les ventes du Grand Caravan ont commencé au Mexique au cours de cette année, positionné en tant que monospace le plus accessible de sa catégorie. Trois modèles sont disponibles sur le marché mexicain: SE, SXT et SXT Plus.
Fiat Chrysler Automobiles a dévoilé le Chrysler Pacifica, un nouveau monospace pour l'année 2017, au Salon international de l'automobile d'Amérique du Nord 2016. Le Pacifica a remplacé le Chrysler Town & Country, mais il a été initialement déclaré que le modèle 2016 du Dodge Caravan serait produit pour une autre année comme alternative moins coûteuse au Pacifica, avant d'être abandonné,,,. En janvier 2017, le PDG de FCA, Sergio Marchionne, a déclaré qu'il n'était pas clair si le Caravan serait abandonné, et qu'ils devraient envisager d'offrir « un certain niveau d'accès abordable au Pacifica à l'extrémité inférieure pour essayer de remplacer les modèles sortants » (cela prendrait finalement la forme du Voyager de sixième génération, bien qu'il soit produit aux côtés du Caravan). Malgré l'introduction du modèle Pacifica plus coûteux, les ventes du Caravan ont augmenté de 26 % en 2016. Un nombre important de Caravan sont vendus à des flottes de location à faible marge. Le véhicule continue d'être positionné pour les clients soucieux des prix et attire le trafic vers les concessionnaires lorsque le prix du véhicule est agressif. De plus, FCA a offert divers rabais et gestes commerciaux pour inciter les clients à acquérir un Grand Caravan.
Selon un rapport d'un journaliste automobile, cette stratégie aide le Chrysler Pacifica à mieux conserver sa valeur tout en offrant un monospace plus abordable comme alternative. Plus de 60 % des ventes du Dodge Caravan sont destinées aux flottes et le véhicule était le deuxième véhicule le plus vendu pour les flottes de location,.

#### Années modèle 2018
La production des Grand Caravan a été temporairement suspendue de septembre à novembre 2017 avec l'assemblage des versions du modèle 2018 commençant en décembre 2017,. La ligne de production nécessitait des modifications pour installer des coussins gonflables conformes à la norme de sécurité fédérale des véhicules automobiles des États-Unis 226 exigeant des coussins gonflables latéraux plus grands et plus robustes, ainsi que leur déploiement en cas de collision latérale ou de retournement. À partir des modèles de 2018, les modifications comprenaient des coussins gonflables à plusieurs étages pour le conducteur et le passager avant qui comprennent un déploiement à faible risque, un bloqueur de genoux gonflable côté conducteur, des coussins gonflables latéraux montés dans les sièges avant et des rideaux latéraux pour les passagers des extrémités extérieurs dans les trois rangées.
En 2018, le Grand Caravan était le véhicule le plus vendu de Dodge tandis que les ventes de monospaces de marque étrangère ont été moins bonnes que le Dodge en 2018. Les ventes au Canada ont chuté de 30 %, une baisse néanmoins moindre que les six années précédentes.

#### Années modèle 2019
L'année 2019 a marqué le 35e anniversaire des monospaces Chrysler. Une option de garniture commémorative était disponible sur les modèles SE et SXT qui comprenaient une calandre brillante, des roues en aluminium «tech silver» de 17 pouces, un insigne d'aile ciglée 35th Anniversary ainsi que des accents de console et de tableau de bord «noir piano» et des tapis de sol avant avec logo 35th Anniversary brodé. Une finition «Blacktop» comprenant une calandre noire, des cadres de phares ainsi qu'un intérieur entièrement noir était en option sur les modèles SE et SXT 35th Anniversary Edition.
Le segment du marché des monospaces diminuait en général. Au Canada, les ventes des modèles Grand Caravan ont diminué de 9 % au cours du premier trimestre de 2019, mais ils étaient toujours au 10e rang parmi les véhicules les plus vendus pour cette période au Canada. La plupart des ventes proviennent de flottes. Le véhicule n'a pas subi de changements majeurs, mais continue d'être produit car «Dodge a vendu plus de 125 000 Grand Caravan l'année précédente [2018], alors qu'Honda n'a vendu que 100 000 de ses monospaces Odyssey au cours de la même année».
Le troisième quart de travail à l'usine de Windsor s'est terminé en octobre 2019 en raison de la faiblesse des ventes, éliminant 1 500 emplois directs.

#### Années modèle 2020
Trois modèles sont disponibles: SE, SE Plus et SXT. Le modèle Grand Caravan SE Plus comprend désormais des sièges baquets Super Stow 'n Go de deuxième rangée de série, un siège conducteur à huit réglages électriques et un intérieur entièrement noir avec des surpiqûres de couleur de vin de canneberge sur les sièges. La finition optionnelle «Blacktop» continue sur les modèles SE Plus et SXT.
Le marché canadien comprend six modèles, à partir d'une version d'entrée de gamme, puis en augmentant en équipement de série sur chacun: CVP, SXT, SXT Premium Plus, Crew, Crew Plus et le GT qui comprend de nombreuses fonctionnalités pratiques ainsi qu'un système de suspension de performance et un extérieur monochromatique. La finition optionnelle «Blacktop» est disponible sur les modèles SXT.
Les niveaux de finition pour le marché mexicain restent inchangés par rapport aux années modèles précédentes avec les modèles SE, SXT et SXT Plus disponibles.

### Sécurité
Aux États-Unis, le programme d'évaluation des voitures neuves de la National Highway Traffic Safety Administration (NHTSA) a testé la collision du Dodge Grand Caravan de 2020 qui a obtenu une note globale de quatre étoiles.
| Impact frontal – Conducteur et passager: | 4/5 étoiles |
| Impact latéral conducteur:               | 5/5 étoiles |
| Impact latéral passager arrière:         | 5/5 étoiles |
| Tonneau:                                 | 4/5 étoiles |

| Décalage frontal à chevauchement modéré          | Bien   |
| Petit décalage frontal avec chevauchement        | Pauvre |
| Impact latéral                                   | Bien   |
| Résistance du toit (modèles de 2012-aujourd'hui) | Bien   |

### Variantes

#### Europe
Article principal: Chrysler Voyager/Lancia Voyager
Comme pour les générations précédentes, Chrysler a commercialisé le Caravan en Europe sous le nom de Chrysler Voyager, la cinquième génération étant exclusivement vendue sous le nom de Grand Voyager à empattement long. De 2007 à juin 2011, la gamme des modèles était vendue sous la marque Chrysler ; à la suite de l'acquisition de Chrysler par Fiat, le Voyager a été rebaptisé Lancia en Europe continentale (avec le nom Chrysler Voyager restant en Irlande et au Royaume-Uni).
Le Chrysler/Lancia Voyager était commercialisé sous trois lignes de finition distinctes pour l'Europe (Silver, Gold et Platinum). Le moteur standard était un quatre cylindres en ligne Diesel de 2,8 L (produisant 163 ch (120 kW)), avec un V6 essence de 3,6 L (produisant 283 ch (208 kW)); les deux moteurs étaient jumelés à une boîte automatique à 6 vitesses.
Après le modèle de 2016, les exportations du Voyager ont été interrompues car Fiat Chrysler a réorganisé ses marques, Chrysler restant largement en Amérique du Nord et Lancia vendue exclusivement en Italie.

#### RAM Cargo Van (RAM C/V Tradesman)
Pour l'année 2012, la division RAM a reçu la fourgonnette "Dodge Grand Caravan C/V", la renommant RAM Cargo (C/V) Tradesman (ravivant le nom utilisé par Dodge pour ses fourgonnettes full-size des années 1970). Contrairement à sa prédécesseur, la Tradesman était un véhicule strictement deux places, avec des panneaux de carrosserie en métal solide à la place des vitres arrière et un plancher de chargement arrière plat.
Alors que la marque RAM augmentait son utilisation de véhicules basés sur des modèles Fiat, la C/V Cargo Tradesman a été remplacée, en 2014, par la RAM ProMaster City, une version de la Fiat Doblò II pour le marché américain.

#### Volkswagen Routan
Article principal: Volkswagen Routan
Après une interruption de cinq ans, Volkswagen est revenu sur le segment des monospaces en Amérique du Nord en présentant le Volkswagen Routan pour l'année 2009. Remplaçant le Transporter T4 (1992, EuroVan de 1999-2003) localement. Le Routan était vendu aux États-Unis, au Canada et au Mexique. Ciblant environ 5 % des ventes dans le segment des monospaces, Volkswagen a conclu un accord de production de 5 ans avec Chrysler,.
Le Routan était fabriqué par Chrysler dans l'usine d'assemblage de Windsor aux côtés du Grand Caravan et du Town & Country, avec une garniture intérieure et des carénages extérieurs avant et arrière spécifique au modèle. Tout en partageant les groupes motopropulseurs avec le Grand Caravan, le Routan a reçu ses propres réglages de suspension et configurations de sièges (les derniers monospaces conçus par Chrysler avec des sièges relevables). Dans le cadre de la mise à jour de 2011 des monospaces Chrysler, le Grand Caravan a reçu le réglage de suspension plus rigide précédemment utilisé par le Volkswagen; tout en recevant le V6 de 3,6 L, le Routan a conservé une grande partie de son intérieur.
Tombant bien en deçà des attentes de vente, les derniers Volkswagen Routan ont été produits par Chrysler en août 2012; toutes les ventes de 2013 provenaient de l'inventaire des concessionnaires, les véhicules de 2014 étant vendus exclusivement aux flottes,. Prévoyant à l'origine de vendre 50 000 unités par an, Volkswagen a vendu 57 683 Routan au cours de ses quatre années de production. Alors que Volkswagen passait aux SUV en Amérique du Nord, le monospace Routan a été remplacé en 2018 par l'Atlas (un tout terrain) à trois rangées de sièges (remplaçant également le Touareg en Amérique du Nord).

## Arrêt
Avec le Chrysler Pacifica de 2017 introduit pour remplacer le Chrysler Town & Country, le Grand Caravan devait être abandonné après 2016. Cependant, FCA a continué à le vendre aux côtés du Pacifica, inchangé par rapport au modèle de 2016, à l'exception d'une gamme simplifiée.
Au Salon international de l'automobile d'Amérique du Nord 2018, le PDG de Fiat, Sergio Marchionne, a déclaré qu'il pourrait y avoir un successeur à l'actuel Dodge Grand Caravan, qui serait basé sur le Chrysler Pacifica, affirmant que le successeur du Grand Caravan serait « un véhicule aux allures du Caravan » qui « va être conforme à l'architecture du Pacifica ».
Après avoir programmé en février 2020 la fin de la production pour mai 2020, la société a par la suite prolongé la date de trois mois pour terminer l'assemblage le 22 août. Le dernier Grand Caravan est sorti des chaînes de montage de Windsor le 21 août 2020.
Au Canada, la plaque signalétique Grand Caravan sera conservée et vendue sous la marque Chrysler, pour l'année 2021.
À partir de 2020, le Dodge Grand Caravan renaît sous le nom de Chrysler Grand Caravan au Canada seulement. Il s'agit de la version canadienne du Chrysler Voyager.

## Ventes
| Année          | États-Unis | Canada  | Mexique | Total   |
| -------------- | ---------- | ------- | ------- | ------- |
| 2002           | 244 911    |         |         | 244 911 |
| 2003           | 233 394    |         |         | 233 394 |
| 2004           | 242 307    | 63 559  |         | 305 866 |
| 2005           | 226 771    | 65 002  |         | 291 773 |
| 2006           | 211 140    | 61 901  |         | 273 041 |
| 2007           | 176 150    | 55 041  |         | 231 191 |
| 2008           | 123 749    | 39 396  |         | 163 145 |
| 2009           | 90 666     | 40 283  |         | 130 949 |
| 2010           | 103 323    | 55 306  |         | 158 629 |
| 2011           | 110 862    | 53 406  |         | 164 268 |
| 2012           | 141 468    | 51 552  |         | 193 020 |
| 2013           | 124 019    | 46 732  |         | 170 751 |
| 2014           | 134 152    | 51 759  |         | 185 911 |
| 2015           | 97 141     | 46 927  |         | 144 068 |
| 2016           | 127 678    | 51 513  | 496     | 179 191 |
| 2017           | 125 196    | 46 933  | 786     | 172 195 |
| 2018           | 151 927    | 32 266  | 1 732   | 185 925 |
| 2019           | 122 648    | 27 382  | 631     | 150 661 |
| Sous-total     | 2 787 984  | 788 958 | 3 645   |         |
| Ventes totales | 3 580 587  |         |         |         |